# Cuatecoyo
Cuatecoyo är en ort i Mexiko.   Den ligger i kommunen Axtla de Terrazas och delstaten San Luis Potosí, i den centrala delen av landet, 230 km norr om huvudstaden Mexico City. Cuatecoyo ligger 91 meter över havet och antalet invånare är 213.
Terrängen runt Cuatecoyo är kuperad västerut, men österut är den platt. Runt Cuatecoyo är det ganska tätbefolkat, med 100 invånare per kvadratkilometer. Närmaste större samhälle är Tampacan, 16,2 km öster om Cuatecoyo. I omgivningarna runt Cuatecoyo växer huvudsakligen savannskog.